# Albinaria janicollis
Albinaria janicollis is een slakkensoort uit de familie van de Clausiliidae. De wetenschappelijke naam van de soort is voor het eerst geldig gepubliceerd in 1991 door Welter-Schultes & Wiese.